# Náklady jídelníčku
Náklady jídelníčku (menu cost(s), přeceňovací náklady) jsou náklady vznikající firmám v důsledku změn cen jejich produktů.
V praxi to znamená, že většina velkých firem nemění ceny svých produktů každý den. Místo toho tyto firmy často zveřejní ceny svých produktů a ponechají je beze změny celé týdny, měsíce, občas i celé roky. Jeden z průzkumů[zdroj?] dokázal, že průměrná americká firma mění své ceny jednou za rok.
Náklady jídelníčku tak zahrnují náklady na průzkum trhu a tvoření nových cen, náklady na výrobu a distribuci nových ceníků, náklady na reklamu těchto nových cen, náklady spojené se snahou zmírnit nespokojenost zákazníků vyvolanou změnou ceny.
Jedním z faktorů, který zvyšuje náklady jídelníčku, je inflace. V době nízké inflace nejsou firmy nuceny měnit ceny tak často, jak by tomu bylo, kdyby byla inflace vysoká. Například v době hyperinflace musí firmy měnit své ceny dokonce denně, nebo ještě více, aby držely krok s ostatním růstem cen v ekonomice.
Náklady jídelníčku také úzce souvisí se strnulými mzdami – pokud firma vyhlásí své ceny dopředu, dopředu také počítá s přibližnou cenou za své zboží a cenou za mzdy, které vyplatí svým zaměstnancům. Může ale dojít např. k nečekanému omezení nabídky peněz, které vede ke snížení cenové hladiny (nebo jen k nižší inflaci, než bylo očekáváno). Některé firmy, které ještě například nevydaly své ceníky, mohou zareagovat okamžitě, ale jiné, které je již vydaly, budou mít vyšší ceny, což se může negativně odrazit na jejich tržbách.
Tento pojem vytvořil americký profesor ekonomie Gregory Mankiw, který ho popisuje ve své knize Základy ekonomie, kde se zaobírá dalšími mikro a makroekonomickými tématy.

## Smysl modelu a jeho význam
Menu cost model je jeden z dalších modelů, který se snaží endogenizovat nominální rigidity v ekonomice. Ekonomické subjekty porovnávají ztrátu vzniklou tím, že nepřecení (stará cena již není optimální), s náklady, které jsou s přeceněním spojené. Tyto náklady mohou mít různou podobu. Mohou to být doslova náklady na změnu jídelních lístků, ale také se může jednat o různé druhy situací, například obava subjektů z toho, že když přecení jako první, přijdou o část svých zákazníků, kteří přejdou k podnikům, kteří s přeceněním déle vyčkají. Takové situace jsou modelovány v rámci Teorie her.
Tento jev způsobuje nominální strnulosti, které jsou spíše než na úrovni podniků problémem na úrvovni makroekonomické. Způsobují hospodářské fluktuace a ne-neutralitu měnové a fiskální politiky.